# Tinodes bruttius
Tinodes bruttius là một loài Trichoptera trong họ Psychomyiidae. Chúng phân bố ở miền Cổ bắc.